# HTTP pipelining

Adatcsatornával és adatcsatorna nélkül felépített kapcsolat sémája

A HTTP pipelining vagy HTTP-adatcsatornázás technikájával több HTTP-kérés küldhető egyetlen TCP-kapcsolaton keresztül anélkül, hogy meg kellene várni az egyes kérések válaszüzeneteit.
A kérések csatornázása drámai javulást hozhat a HTML-oldalak betöltésében, különösen nagy késleltetésű, például műholdas internetkapcsolatnál. Széles sávú internetnél azonban a gyorsulás kisebb mértékben jelentkezik, mivel a HTTP 1.1 szerint a kiszolgálónak szigorúan a kérések sorrendjében kell a válaszüzeneteket elküldenie, így sor eleji blokkolás (Head-of-line blocking) léphet fel. Ebben a problémában a születőben lévő HTTP 2.0, illetve a Google által fejlesztett SPDY protokoll aszinkron működése jelenthet előrelépést.
Mivel általában több HTTP-kérés elfér ugyanabban a TCP-csomagban, a HTTP pipelining alkalmazásával kevesebb TCP-csomagot kell a hálózatra kiküldeni, csökkentve a hálózati terhelést.
A nem idempotens metódusokat, mint a POST nem ajánlott beletenni az adatcsatornába. A GET és HEAD metódusok mindig csatornázhatók. Idempotens kérések szekvenciáját (pl. GET, HEAD, PUT és DELETE) attól függően lehet vagy nem lehet adatcsatornázni, hogy a szekvenciában szereplő kérések együtt értelmezve idempotensek-e.
A HTTP pipelining működéséhez a kliensnek és a szervernek is támogatnia kell azt. A HTTP/1.1-nek megfelelő szerverek kötelezően támogatják a pipeliningot. Ez nem jelenti azt, hogy feltétlenül csatornázniuk is kell a válaszokat, csak annyit, hogy hibamentesen le kell kezelniük, ha a kliens csatornázott kéréssel fordul feléjük.

## Elterjedése
A HTTP Pipelining a HTTP/1.1 előtti verziókban nem támogatott.

### Implementációja webszerverekben
A webkiszolgálókban a HTTP-adatcsatornázás viszonylag egyszerűen megvalósítható; szinte csak annyi kell hozzá, hogy a hálózati pufferek ne legyenek eldobva az egyes HTTP-kérések között. Ebből kifolyólag a legtöbb modern webkiszolgáló problémamentesen kezeli a pipeliningot.

### Implementációja webböngészőkben
Az elterjedtebb böngészők közül egyedül az Operában található működő és alapértelmezetten bekapcsolt megvalósítás. A többi böngésző vagy nem is tartalmazza a HTTP pipeliningot, vagy kikapcsolt állapotban található bennük.
- Az Internet Explorer 8 nem csatornázza a kéréseket, az esetleges hibás proxymegvalósítások és a sor eleji blokkolás elkerülése érdekében.[5]
- A Mozilla által kiadott böngészők (mint a Mozilla Firefox, a SeaMonkey és a Camino) támogatják a pipeliningot, de alaphelyzetben ki van kapcsolva.[6][7] A kikapcsolás oka a hibásan működő kiszolgálókkal való problémák elkerülése.[8] Ha engedélyezve van a beállítás, a Mozilla böngészői különböző heurisztikákat alkalmaznak, például kikapcsolják a pipeliningot a régebbi IIS szerverek elérésénél.[9]
- A Google Chrome a stabil verzióban (a 18-as verziótól kezdve) támogatja a pipeliningot http (de nem https) kapcsolatoknál, de ez alaphelyzetben ki van kapcsolva. Alapértelmezésben a 20-as verzióban tervezik bekapcsolni a pipeliningot.[10]

### Implementációja webes proxykban
A legtöbb HTTP-proxy nem támogatja a kimenő kérések adatcsatornázását.
A Squid egyes verziói hajlandók legfeljebb két kimenő HTTP-kérés csatornázására. Ez alaphelyzetben ki van kapcsolva „sávszélesség-kezelési és hozzáférés-naplózási okokból”. A Squid egyébként támogatja a kliensek felől érkező egyidejű kéréseket.
A Polipo proxy (utolsó verzió: 2010) teljes mértékben támogatja a HTTP pipeliningot.

### Egyéb implementációi
A World Wide Web Consortium által kiadott libwww programkönyvtár az 1997. február 18-án kiadott 5.1 verziótól kezdve támogatja a HTTP-adatcsatornázást. Természetesen az utódjának tekintett cURL is implementálja azt.
Egyéb alkalmazásfejlesztői könyvtárak, amelyek támogatják a HTTP pipeliningot:
- Perl modulok, amelyek klienstámogatást nyújtanak: a HTTP::Async és az LWPng (libwww-perl New Generation) programkönyvtár.[15]
- Az Apache Foundation HttpComponents projektje támogatja a pipeliningot a HttpCore NIO extensionsben.
- A Microsoft .Net Framework 3.5 támogatja a HTTP pipeliningot  System.Net.HttpWebRequest moduljában.[16]
- A Qt 4.4-ben bevezetett QNetworkRequest osztály támogatja a HTTP Pipeliningot.[17]

Néhány más, HTTP-adatcsatornázást támogató alkalmazás:
- phttpget (a FreeBSD minimalista HTTP-kliensprogramja)
- libcurl
- portsnap (a FreeBSD ports tree kódelosztó rendszere)
- Advanced Packaging Tool
- A Subversion opcionálisan támogatja a HTTP pipeliningot a serf WebDAV access module-lal (az alapból használt neon nem támogatja ezt).[18][19]
- a Microsoft Message Queuing Windows Server 2003 alatt alapértelmezetten használja a pipeliningot HTTP esetében, és beállítható HTTPS-hez is.[20]
- Az  IBM CICS 3.1 támogatja a HTTP pipeliningot kliensében.[21]
- A Pipelined::HttpClient egy C++ kliensoldali programkönyvtár, ami pipeliningot alkalmaz.[22]

A Multipart XHR egy szerveroldali szkripteléssel megtámogatott, tisztán Javascriptben implementált pipeline-megoldás.
A HTTP-adatcsatornázás tesztelését támogató eszközök közé tartoznak:
- httperf[23]

## Fordítás
- Ez a szócikk részben vagy egészben a HTTP pipelining című angol Wikipédia-szócikk ezen változatának fordításán alapul.  Az eredeti cikk szerkesztőit annak laptörténete sorolja fel. Ez a jelzés csupán a megfogalmazás eredetét és a szerzői jogokat jelzi, nem szolgál a cikkben szereplő információk forrásmegjelöléseként.